# Long Beach Grand Prix 2009
Toyota Grand Prix of Long Beach 2009 var ett race som var den andra deltävlingen i IndyCar Series 2009. Racet kördes den 19 april på Long Beach gator. Dario Franchitti tog hem segern redan i sitt andra mästerskapsrace efter återkomsten till IndyCar. Det var första gången Franchitti vann på en konventionell racerbana i IndyCar, efter att ha setts som en av de mest specialiserade road course-förarna under sin tid i Champ Car. Will Power tog pole position och slutade tvåa, men i och med Hélio Castroneves frikännande från sin skatterättegång fick Power lämna ifrån sig sin körning i Penske efter bara två tävlingar. Reegernade mästaren Scott Dixons mardöm fortsatte, denna gång efter att ha kolliderat med Saint Petersburgs vinnare Ryan Briscoe.

## Slutresultat
| Plats | Förare            | Team                     | Grid | Kvaltid  |
| ----- | ----------------- | ------------------------ | ---- | -------- |
| 1     | Dario Franchitti  | Chip Ganassi Racing      | 2    | 1.09,867 |
| 2     | Will Power        | Team Penske              | 1    | 1.09,710 |
| 3     | Tony Kanaan       | Andretti Green Racing    | 11   | 1.10,303 |
| 4     | Danica Patrick    | Andretti Green Racing    | 22   | 1.11,666 |
| 5     | Dan Wheldon       | Panther Racing           | 14   | 1.10,550 |
| 6     | Marco Andretti    | Andretti Green Racing    | 19   | 1.11,230 |
| 7     | Hélio Castroneves | Team Penske              | 8    | 1.10,113 |
| 8     | Raphael Matos     | Luczo Dragon Racing      | 3    | 1.10,204 |
| 9     | Roberto Doornbos  | Newman/Haas Racing       | 15   | 1.10,957 |
| 10    | Alex Tagliani     | Conquest Racing          | 9    | 1.10,127 |
| 11    | Ryan Hunter-Reay  | Vision Racing            | 12   | 1.10,433 |
| 12    | Graham Rahal      | Newman/Haas Racing       | 7    | 1.10,028 |
| 13    | Ryan Briscoe      | Team Penske              | 10   | 1.10,212 |
| 14    | Vitor Meira       | A.J. Foyt Enterprises    | 20   | 1.11,448 |
| 15    | Scott Dixon       | Chip Ganassi Racing      | 6    | 1.10,403 |
| 16    | Darren Manning    | Dreyer & Reinbold Racing | 18   | 1.11,241 |
| 17    | Stanton Barrett   | Team 3G                  | 21   | 1.14,486 |
| 18    | Ed Carpenter      | Vision Racing            | 23   | 1.11,906 |
| 19    | Mário Moraes      | KV Racing Technology     | 13   | 1.10,845 |
| 20    | Hideki Mutoh      | Andretti Green Racing    | 17   | 1.11,117 |
| 21    | Mike Conway       | Dreyer & Reinbold Racing | 16   | 1.10,605 |
| 22    | Justin Wilson     | Dale Coyne Racing        | 5    | 1.10,268 |
| 23    | Ernesto Viso      | HVM Racing               | 4    | 1.10,223 |